# تصفیه پساب کشاورزی
تصفیه پساب کشاورزی (به انگلیسی: Agricultural wastewater treatment) یک دستور کار مدیریت مزرعه برای کنترل آلودگی ناشی از عملیات دامداری پرورش متراکم و رواناب سطحی است که ممکن است توسط مواد شیمیایی موجود در کود، آفت‌کش‌ها، کود حیوانی، بقایای محصول یا آب آبیاری آلوده شود. تصفیه پساب کشاورزی برای عملیات مستمر دامداری مانند تولید شیر و تخم‌مرغ مورد نیاز است. ممکن است در کارخانه‌هایی با استفاده از واحدهای تصفیه مکانیزه مشابه تصفیه‌خانه‌های پساب صنعتی انجام شود. در جایی که زمین برای حوضچه‌ها در دسترس است، حوضچه‌های ته‌نشینی و دریاچه‌های اختیاری ممکن است هزینه‌های عملیاتی کمتری برای شرایط استفاده فصلی از چرخه‌های پرورش یا برداشت داشته باشند. : ۶–۸ دوغاب‌های حیوانی معمولاً پیش از دفع در تالاب‌های بی‌هوازی به‌وسیله اسپری یا قطره‌ای در علفزارها تصفیه می‌شوند. گاهی از تالاب‌های ساخته‌شده برای تسهیل درمان پسماند جانوری استفاده می‌شود.
آلودگی منبع غیرنقطه‌ای کشتزارها ناشی از رواناب سطحی کشتزارها در طول توفان‌های باران‌خیز است. رواناب کشاورزی منبع اصلی آلودگی است که در برخی موارد تنها منبع آلودگی در بسیاری از حوزه‌های آبخیز است.
کشاورزان ممکن است از مهار فرسایش برای کاهش جریان رواناب و حفظ خاک در مزارع خود استفاده کنند. تکنیک‌های رایج عبارتند از:
- شخم روی خطوط تراز
- مالچ‌پاشی محصول
- تناوب کشت
- کاشت محصولات چندساله
- نصب نوارهای رودخانه‌ای : pp. 4-95–4-96